# Arabsat 4A
O Arabsat 4A (também conhecido por Badr 1) foi um satélite de comunicação geoestacionário árabe que foi construído pelas empresas Astrium e Alcatel Space. Ele estava planejado para ser colocado na posição orbital de 36 graus de longitude leste e era para ter sido operado pela Arabsat. O satélite foi baseado na plataforma Eurostar-2000+ e sua vida útil estimada era de 15 anos. Devido a uma falha no veículo de lançamento, o satélite foi deixado em uma órbita intermediária e não pode ser utilizado para a sua finalidade pretendida.

## História
Em 22 de outubro de 2003, a Arabsat, o operador de satélites de comunicações baseado em Riade, Arábia Saudita, realizou uma cerimônia de assinatura de contrato para a fabricação e lançamento de dois satélites de comunicação (o Arabsat 4A e o Arabsat 4B) para a quarta geração de satélites Arabsat, com base na plataforma de satélite Eurostar-2000+ da Astrium.
Para este programa, a EADS Astrium formou uma equipe com a Alcatel Space. A EADS Astrium, como contratante principal para a construção da série Arabsat-4, projetou e construiu a nave espacial, forneceu as plataformas, atualizou os centros de controle de solo da Arabsat e entregou os satélites em órbita em nome da Arabsat. A Alcatel Space forneceu as cargas úteis.
Programado para entrar em serviço em 2006, o satélite Arabsat 4A iria fornecer serviços de comunicações sobre uma vasta área na região do Oriente Médio. Mas o mesmo foi perdido no espaço, devido a uma falha no estágio superior Briz-M do veículo lançador.
Em junho de 2006, o terceiro satélite da série, o Arabsat 4AR, foi ordenado como um substituto para o perdido Arabsat 4A.

## Lançamento
O satélite foi lançado ao espaço no 28 de fevereiro de 2006, às 20:10 UTC, por meio de um veículo Proton-M/Briz-M, que foi lançado a partir do Cosmódromo de Baikonur no Cazaquistão. Ele tinha uma massa de lançamento de 6.000 kg

## Capacidade e cobertura
O Arabsat 4A era equipado com 24 transponders em banda C e 16 em banda Ku para fornecer serviços de áudio, vídeo e internet para todos os países árabes.

## Falha
O satélite não chegou a órbita planejada devido a uma falha no estágio superior Briz-M do veículo lançador Proton-M. Depois de avaliar a manobra lunar fly-by para resgatar o satélite e após constatado não ser possível e, medida que o satélite devido a esse erro não era capaz de cumprir os seus deveres, a Arabsat optou por deixá-lo queimar na atmosfera da Terra. Em 24 de março de 2006 às 00:20 UTC, o motor do satélite foi acionado para abrandá-lo, após às 02:07 UTC o satélite mergulhou na atmosfera da Terra e queimado sobre o Oceano Pacífico. Eliminando assim o risco de uma colisão no futuro, bem como o risco de detritos produzir uma explosão. O restante do estágio superior Briz-M que estava em uma órbita elíptica explodiu em 19 de fevereiro de 2007 e deixou uma nuvem de cerca de 1000 peças de detritos, aumentando a poluição na órbita terrestre.